# Малинова вулиця (Київ, Солом'янський район)
Мали́нова ву́лиця — вулиця в Солом'янському районі міста Києва, селище Жуляни. Пролягає від вулиці Ганни Арендт до кінця забудови.

## Історія
Вулиця виникла на початку 2010-х років. Сучасна назва — з 2015 року.